# Westover, Pennsylvania
Westover är en ort i Clearfield County i delstaten Pennsylvania, USA.